# Göteborgsoperan

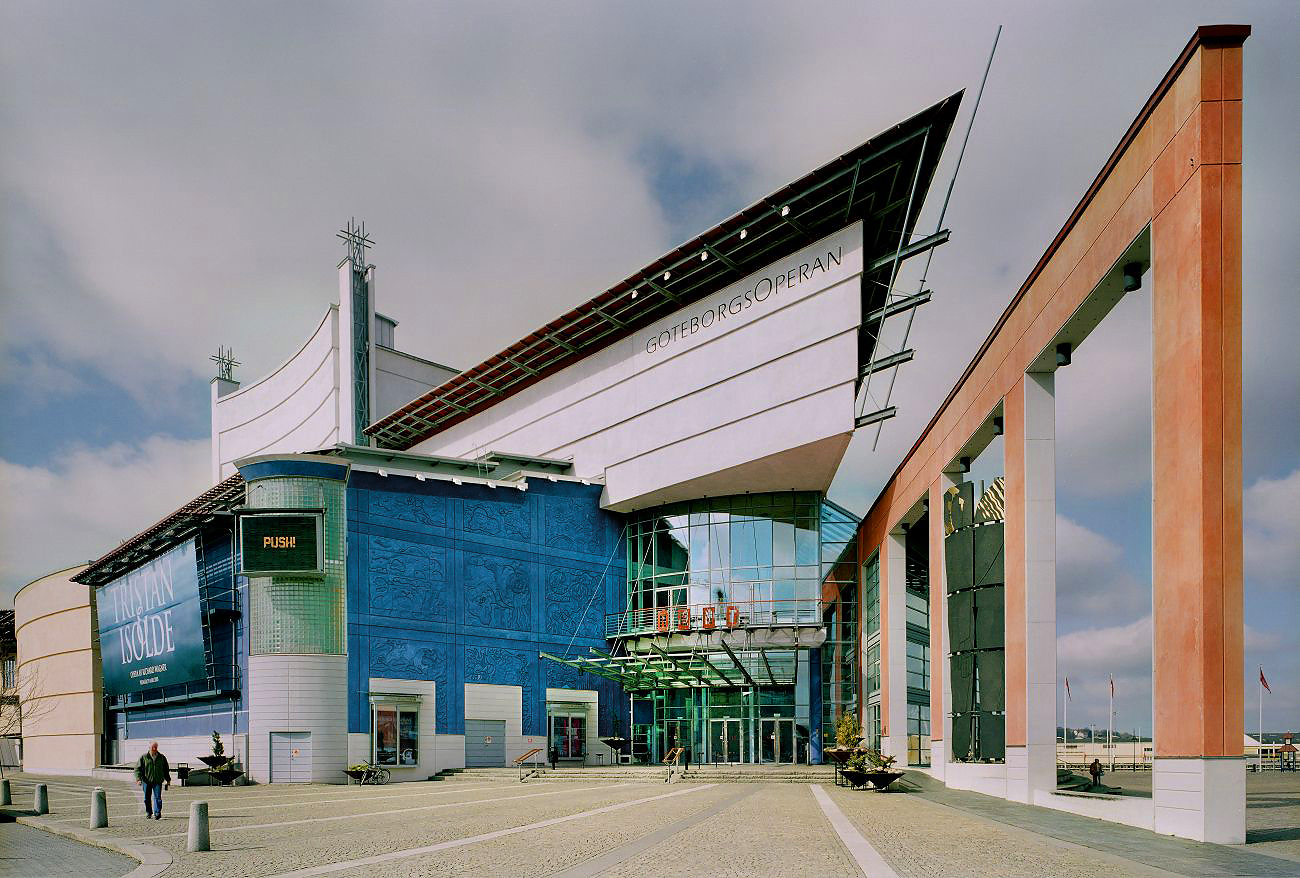
Göteborgsoperan

Die Oper Göteborg (schwedisch Göteborgsoperan) ist ein Opernhaus in Göteborg, Schweden.

## Geschichte
Das Gebäude liegt in der Nähe des Stadtzentrums, in Lilla Bommen, am Ufer des Flusses Göta älv. Es wurde von Jan Izikovitz entworfen und hat eine Fläche von 28.700 Quadratmetern mit einer Höhe von 32 Metern.
Die Oper verfügt über zwei Bühnen. Sein Hauptzuschauerraum misst 500 Quadratmeter und verfügt über 1300 Sitzplätze.  Es wird von 1000 Scheinwerfern beleuchtet. Das Gebäude wurde 1994 mit dem Stück Aniara von Harry Martinson eingeweiht.
Neben Opern werden Ballette, Musicals und Shows aufgeführt. Es gibt auch ein Theaterrestaurant.